# الزنتان، لیبی
الزنتان (به عربی: الزنتان) شهری در استان جبل غربی واقع در کشور لیبی است که جمعیت آن در سال ۲۰۱۰ میلادی ۱۵٫۸۸۴ نفر بوده‌است.